# ماريوس باولاك
ماريوس باولاك (بالبولندية: Mariusz Pawlak)‏ هو لاعب كرة قدم بولندي في مركز الدفاع، ولد في 19 يناير 1972 في غدانسك في بولندا. شارك مع منتخب بولندا لكرة القدم. أما مع النوادي، فقد لعب مع بولونيا وارسو ودايسكوبوليا غرودجيسك ويلكوبولسكي وليخيا غدانسك.

## وصلات خارجية
- ماريوس باولاك على موقع قاعدة بيانات كرة القدم.إي يو (الإنجليزية)
- ماريوس باولاك على موقع ناشيونال فوتبول تيمز (الإنجليزية)
- ماريوس باولاك على موقع Soccerway.com (الإنجليزية)